# Flor Silvestre (álbum)
Flor Silvestre es el primer álbum de estudio de la cantante mexicana Flor Silvestre, lanzado en 1959 por Discos Musart. En el tiempo en que se lanzó este disco, Flor se encontraba en la cima del éxito, pues tenía sus propios programas musicales en la televisión, había protagonizado muchas películas, trabajaba en teatro y radio, y los sencillos que había grabado para el sello Musart ya se encontraban en todas las tiendas de discos.

## Lista de canciones
| Lado 1 |                        |                      |          |  |
| N.º    | Título                 | Escritor(es)         | Duración |  |
| 1.     | «El ramalazo»          | Tomás Méndez         |          |  |
| 2.     | «Qué bonito amor»      | José Alfredo Jiménez |          |  |
| 3.     | «Te fuiste y qué»      | Federico Curiel      |          |  |
| 4.     | «Por su culpa»         | José Pantoja         |          |  |
| 5.     | «La flor de la canela» | Chabuca Granda       |          |  |
| 6.     | «Échame a mí la culpa» | José Ángel Espinosa  |          |  |

| Lado 2 |                           |                                                             |          |  |
| N.º    | Título                    | Escritor(es)                                                | Duración |  |
| 1.     | «Ay! el amor»             | Tomás Méndez                                                |          |  |
| 2.     | «Lágrimas del alma»       | Bony Villaseñor                                             |          |  |
| 3.     | «Lagunas de pesares»      | Tomás Méndez                                                |          |  |
| 4.     | «Quién te lo dijo»        | Tomás Méndez                                                |          |  |
| 5.     | «Amémonos»                | Manuel María Flores (letra) Carlos Montbrun Ocampo (música) |          |  |
| 6.     | «Todo se paga en la vida» | David y Juan Záizar                                         |          |  |